# Power at Sea
Power at Sea è un videogioco di simulazione di guerra navale, sviluppato dalla canadese Distinctive Software e pubblicato nel 1988 per Commodore 64 dalla Accolade. È ispirato alla Battaglia del Golfo di Leyte e impegna il giocatore nel controllo di un convoglio statunitense, attraverso scelte strategiche di bassa complessità e sequenze di azione sparatutto.

## Modalità di gioco
Il giocatore controlla un convoglio di tre navi miste (una corazzata, una portaerei e un trasporto truppe) e ha sempre l'obiettivo di conquistare quattro basi giapponesi sulla terraferma entro un tempo limite di 96 ore fittizie. A inizio partita può regolare la quantità di caccia e di bombardieri disponibili sulla portaerei (aumentando gli uni diminuiscono gli altri e viceversa) e la quantità totale di carburante e di truppe trasportate (come per gli aerei).
La schermata principale mostra il ponte dell'ammiraglia, con la testa del comandante visto di spalle rivolto verso quattro ufficiali seduti ai comandi. Gli ufficiali corrispondono alle quattro funzioni operative del convoglio e il giocatore può puntare con il joystick lo sguardo del comandante verso uno di loro per attivare la sua funzione e andare alla relativa schermata. Anche gli ufficiali si possono girare verso il comandante per richiamare l'attenzione del giocatore quando ci sono urgenze. Le quattro funzioni sono:
- Comunicazione: per ricevere messaggi radio in forma di testo.
- Navigazione: mostra una mappa a scorrimento verticale di parte del Golfo di Leyte con basi e aeroporti nemici. Tramite un cursore a mirino si può stabilire una rotta di 3 punti e quindi partire impostando la velocità. Il tempo può essere accelerato per ridurre le attese.
- Stato dei danni: mostra immagini delle tre navi con indicazioni grafiche e testuali dei danni subiti.
- Armamenti: mostra lo stato delle armi e permette di attivare quelle che hanno attualmente un bersaglio raggiungibile (suggerite dal computer). Gli aeroplani si usano contro i cacciatorpediniere, i cannoni pesanti contro cacciatorpediniere e postazioni di artiglieria delle basi, i cannoni antiaereo contro i kamikaze, e le truppe da sbarco per conquistare le basi.

Le battaglie, precedute da sequenze di immagini descrittive, richiedono l'azione diretta del giocatore e possono essere:
- Attacco aereo: si sceglie quanti mezzi inviare contro il cacciatorpediniere, quindi si pilotano uno alla volta con visuale in prima persona, come un semplice simulatore di volo. Attaccano prima i caccia e poi i bombardieri, e ciascuno fa un solo assalto contro la nave.
- Tiro al cacciatorpediniere: in basso vengono mostrati i cannoni e le loro informazioni di stato, in alto una visuale al binocolo del bersaglio. Il giocatore ruota i cannoni, cambia l'alzo e fa fuoco, aggiustando il tiro in base a dove colpisce.
- Attacco alla base: prima avviene il bombardamento, simile a quello del cacciatorpediniere, ma al binocolo viene inquadrata la costa, con scorrimento orizzontale continuo. A terra ci sono varie postazioni di artiglieria e infine tre bunker che si deve cercare di abbattere per indebolire le difese. Quindi avviene lo sbarco, che non è giocabile: si può solo scegliere quante truppe inviare e i risultati vengono calcolati dal computer. Più truppe hanno più possibilità di riuscita, in funzione anche della forza residua della base, ma vanno dosate perché una volta inviate non sono riutilizzabili.
- Difesa contraerea: uno sparatutto rapido con visuale a tutto schermo dalla postazione antiaereo.